# Hans Füchsel
Hans (Johannes) Füchsel (* 20. November 1878 in Dorndorf; † 2. März 1944) war ein deutscher Bibliothekar.

## Leben
Füchsel studierte romanische und deutsche Philologie und wurde 1901 in München promoviert. 1902 begann er als Volontär an der Universitätsbibliothek Greifswald. Dort wurde er nach der Ausbildung 1904 Assistent, im gleichen Jahr wechselte er an die Staatsbibliothek zu Berlin. Ebenfalls noch 1904 wurde er dort beurlaubt, um an die Bibliothek des Reichstags zu gehen, 1905 wurde er nochmals beurlaubt, um an der Bibliothek der Technischen Hochschule Danzig zu arbeiten. 1907 wechselte er von der Staatsbibliothek Berlin zur Universitätsbibliothek Göttingen, wo er 1929 stellvertretender Direktor wurde. Hier schuf er die Richtlinien für den Göttinger Schlagwortkatalog. Er beschäftigte sich auch in zahlreichen Zeitschriftenbeiträgen mit Problemen der Geschäftsverteilung, des Geschäftsgangs und mit dem Berufsbild des Bibliothekars.

## Schriften
- Die Sprache der Northumbrischen Interlinearversion zum Johannes-Evangelium, Halle: Karras 1901 (München, Univ., Phil. Diss., 1901).
- Wie benutzt man die Universitätsbibliothek? Ein Wegweiser für Studenten, Leipzig: Wiegandt 1913.
- Richtlinien für die Anlage von Schlagwortkatalogen, Göttingen [1926].
- Vorschlag für die Umgestaltung des Katalogapparates der Göttinger Universitäts-Bibliothek, Universitätsbibliothek Göttingen 1929.
- Hg. zusammen mit Karl Julius Hartmann: Geschichte der Göttinger Universitäts-Bibliothek, Göttingen: Vandenhoeck & Ruprecht 1937.